# Shuya Iwai
Shuya Iwai (født 11. oktober 2000) er en japansk fodboldspiller, som spiller for den japanske fodboldklub Ehime FC.